# Мурманский троллейбус

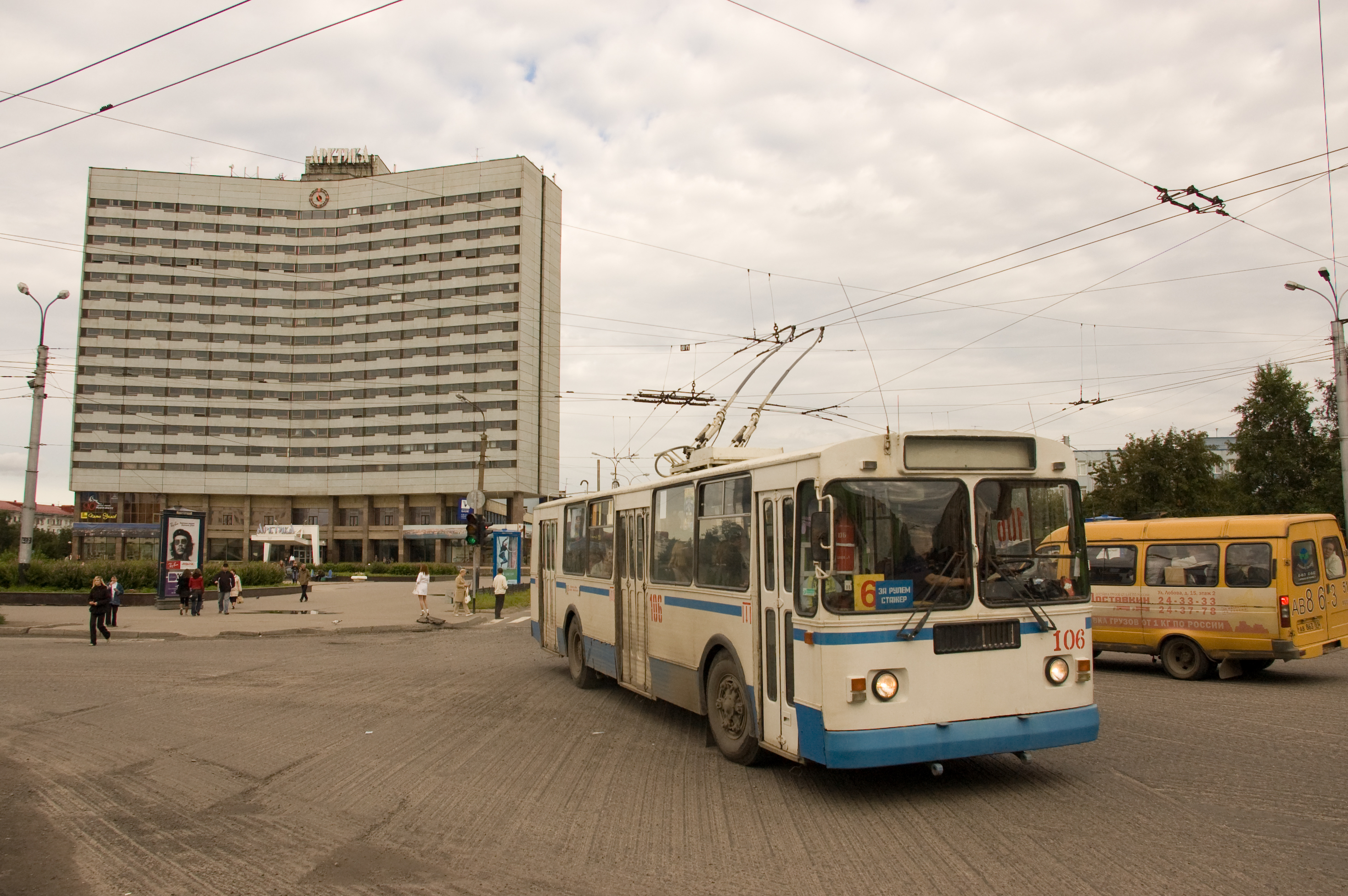
Троллейбус 6 маршрута на центральной Площади Пяти Углов

Му́рманский троллейбус — самая северная в мире троллейбусная система (антипод — троллейбусная система в Вальпараисо). В Мурманске троллейбус действует с 11 февраля 1962 года. По состоянию на 2020 год в троллейбусной системе обслуживается четыре маршрута (3, 4, 6, 10). Помимо маршрутов, обслуживаемых троллейбусами, существует четыре довозочных автобусных маршрута (3Т, 4Т, 6Т, 7Т), на протяжении которых действуют проездные билеты и стоимость проезда на троллейбус. В данный момент троллейбусное хозяйство в Мурманске обслуживают два депо: троллейбусное депо № 1 (ул. Карла Либкнехта) и троллейбусное депо № 2 (ул. Свердлова). Эксплуатирует троллейбус в Мурманске АО «Электротранспорт».

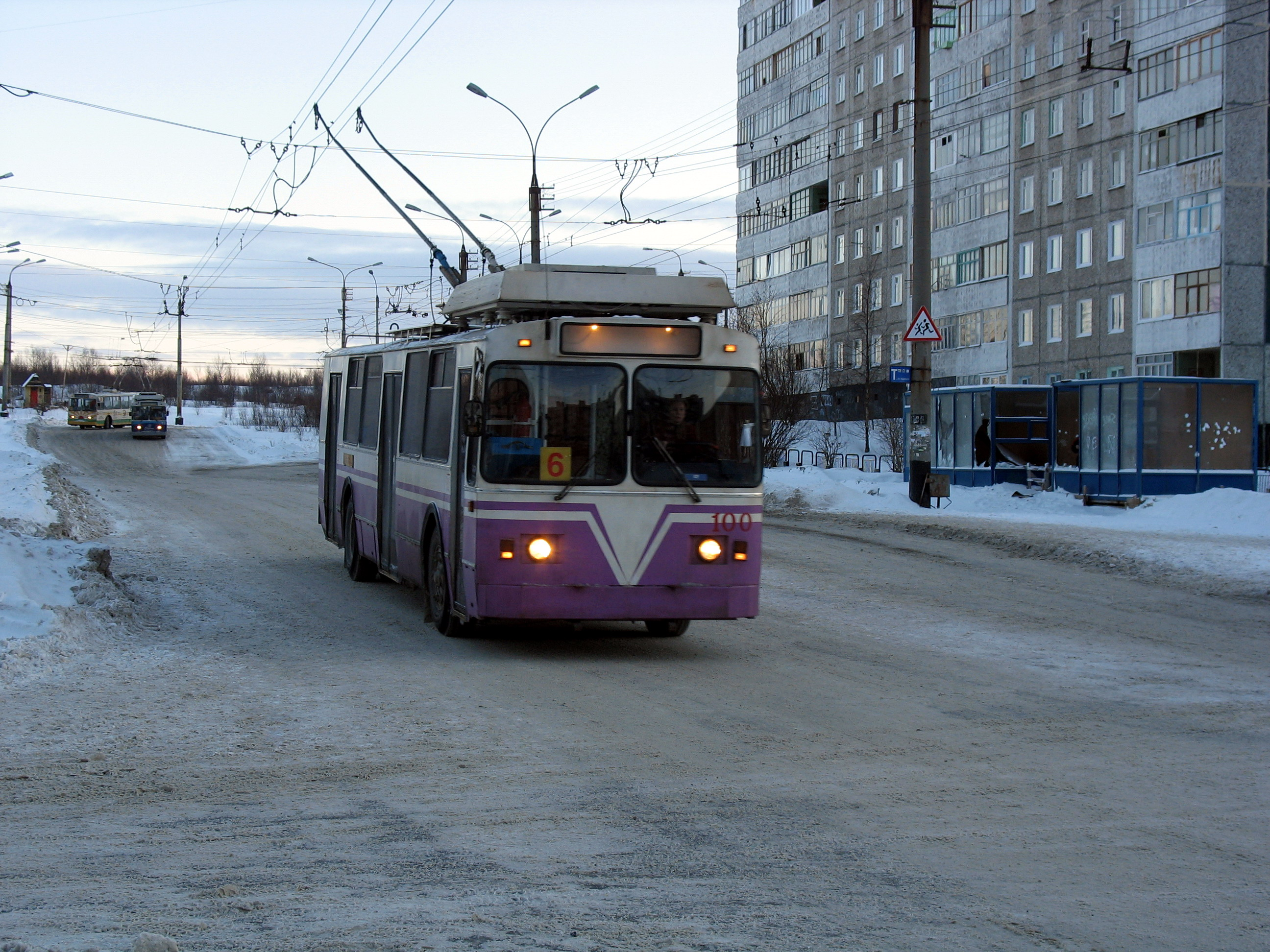
Троллейбус, следующий по маршруту № 6, отправляется с южной конечной на ул. Героев Рыбачьего

## История

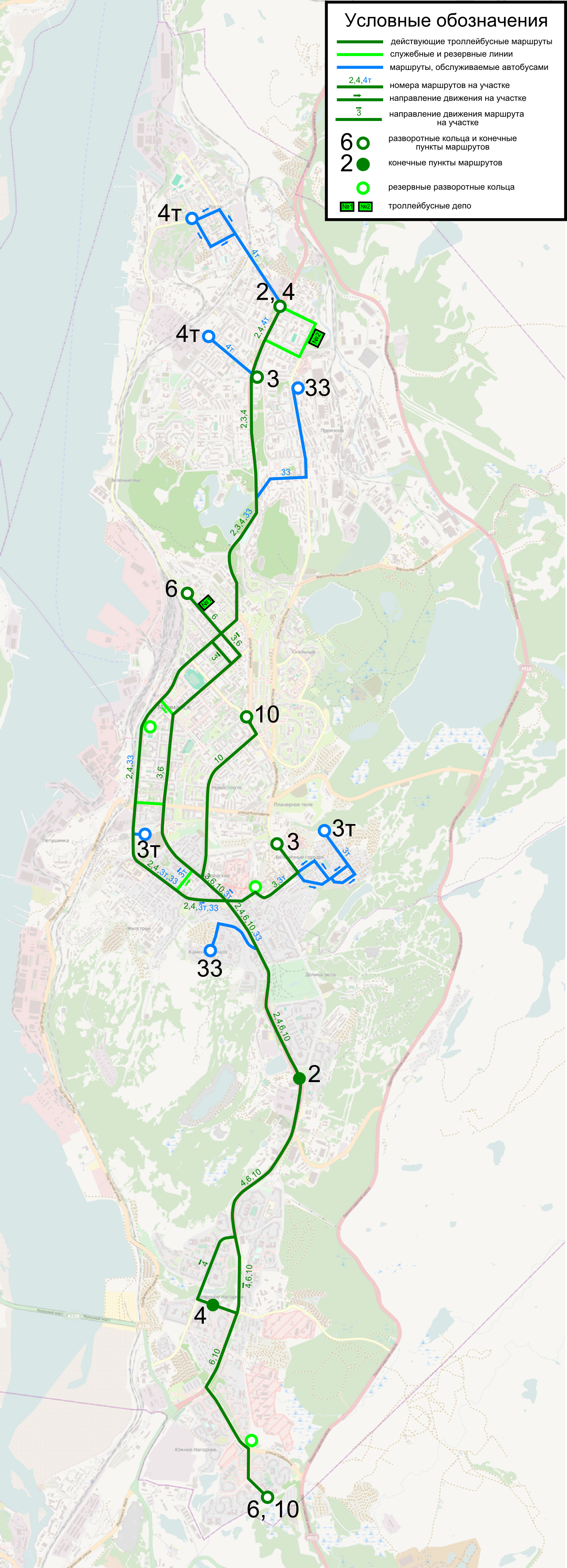
Схема маршрутов троллейбусов и автобусов ОАО «Электротранспорт» (2012)

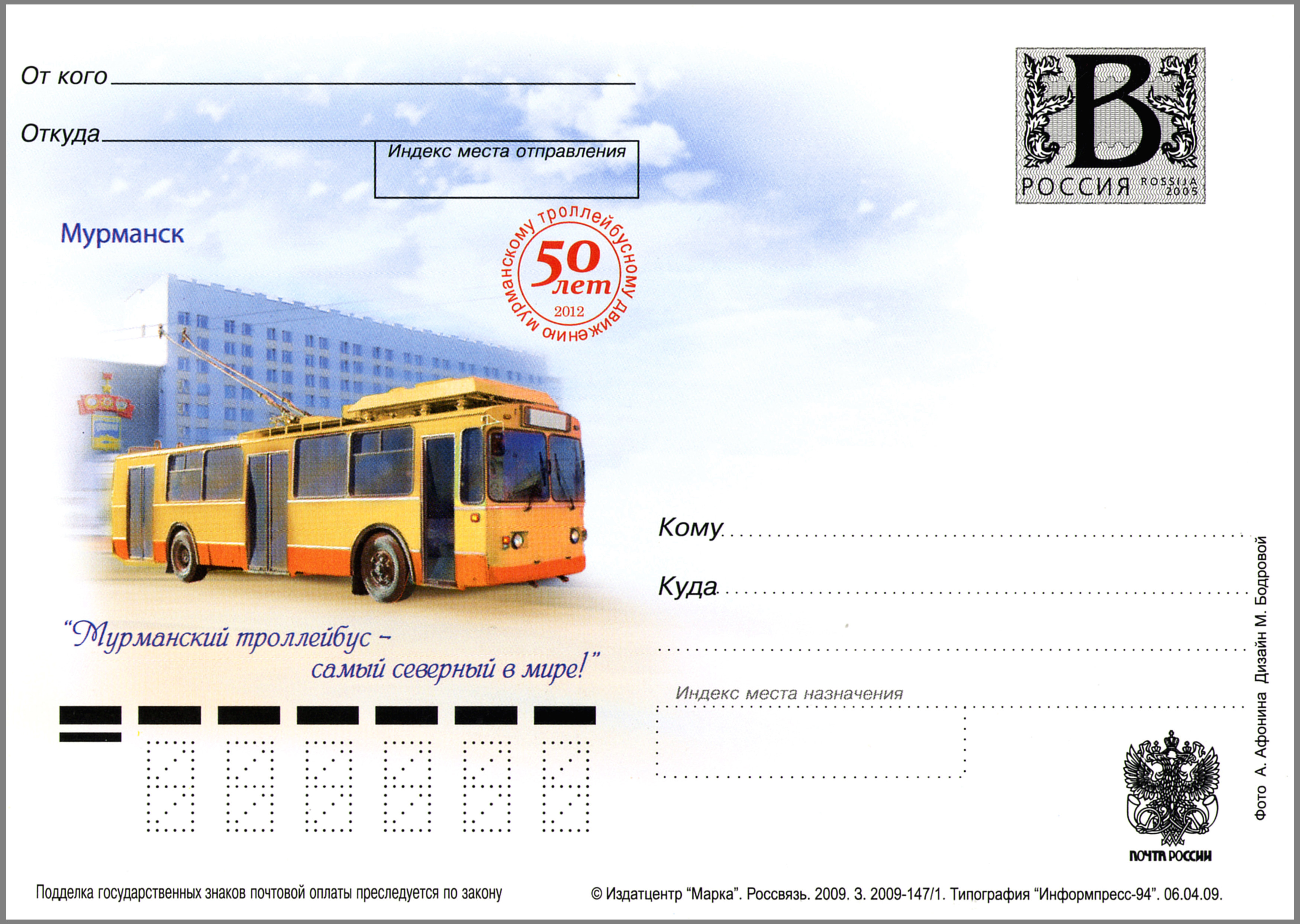
Почтовая карточка, выпущенная к 50-летию мурманского троллейбуса.

Троллейбус в Мурманске проектировался с 1954 года. Система, которая включала троллейбусное депо на 25 троллейбусов ЗиУ-5 и тяговую подстанцию, была открыта 11 февраля 1962 года. 
В декабре 1968 года производится ввод в эксплуатацию линии в северную часть города и открывается маршрут №2 от улицы Карла Либкнехта до улицы Гаджиева.
В январе 1969 года трасса троллейбуса №2 продлевается до вокзала и через улицу Воровского выходит к проспекту Ленина. Одновременно с этим открывается маршрут №3 от улицы Гаджиева до Больничного городка.
В январе 1970 года открыто одностороннее троллейбусное движение по улицам Шмидта и Книповича. Маршрут №2 продлевается до среднего мореходного училища, и далее по улице Книповича и проспекту Ленина обратно в северную часть города.
В январе 1971 года троллейбусное движение по улицам Шмидта и Книповича стало двусторонним. Маршрут №2 продлевается до кольца у Больничного городка.  Сразу же начинает монтироваться линия по проспекту Кирова.
В 1972 году открыт новый маршрут №4 от улицы Гаджиева до Больничного городка через проспект Кирова.
С 1972 года начинается эксплуатация троллейбусов ЗиУ-9.
В мае 1975 года вводится в эксплуатацию троллейбусная линия до остановки Автопарк. Начинается движение по маршрутам №5 и №6 от улицы Карла Либкнехта до автопарка по двум параллельным магистралям: проспектам Ленина и Кирова.
12 декабря 1975 года открывается депо № 2 на 100 троллейбусов. 
В 1976—1977 годах был осуществлён переход на бескондукторный и бескассовый метод работы. 
В ноябре 1977 года начато движение троллейбусов до Южной улицы (ныне улица Щербакова) по новому маршруту №7 от улицы Карла Либкнехта.
В 1978 году была пущена троллейбусная линия до улицы Капитана Копытова. С появлением этой линии возникла необходимость в полном изменении всей схемы движения троллейбусов. Были отменены дублирующиеся и не пользующиеся спросом маршруты №1, №2, №5 и №7. Маршрут №6 был продлён до улицы Капитана Копытова. Маршрут №4 — до улицы Южной.
В 1979 году маршрут троллейбуса №3 был продлён улицы Радищева, маршрут троллейбуса №4 — до улицы Лобова.
В 1984 году было построено разворотное кольцо на ул. Ленинградской, соответственно немного изменилась и маршрутная сеть: появился маршрут №1 от улицы Карла Либкнехта до автоколонны №1118 и маршрут №5 от ул. Копытова до улицы Ленинградской, через проспект Кирова и ул. Шмидта.
В 1987 год произведён пуск троллейбусов по улице Полярные Зори.
В 1988 году осуществлено продление контактной сети до 310 микрорайона. После пуска троллейбусного движения до 310 микрорайона развитие троллейбусной системы в Мурманске приостановилось. В 1998 году возвращён кондукторский метод работы. 
В 2000 году открыт маршрут № 2. 
В 2009 году состоялось открытие служебной линии по улице Ивченко и завершение реконструкции пересечения проспекта Героев-Североморцев и улицы Лобова. В 2009 год открыты автобусные маршруты 3т и 4т, позволяющие жителям отдалённых районов добраться до основных линий троллейбусной сети.
В 2011 году пущен автобусный маршрут № 33. В апреле 2011 года на 5 троллейбусах запущен бесплатный Wi-Fi Интернет, а уже с 1 июля 2011 года бесплатный Wi-Fi Интернет был запущен на всех машинах, выходящих на линию.

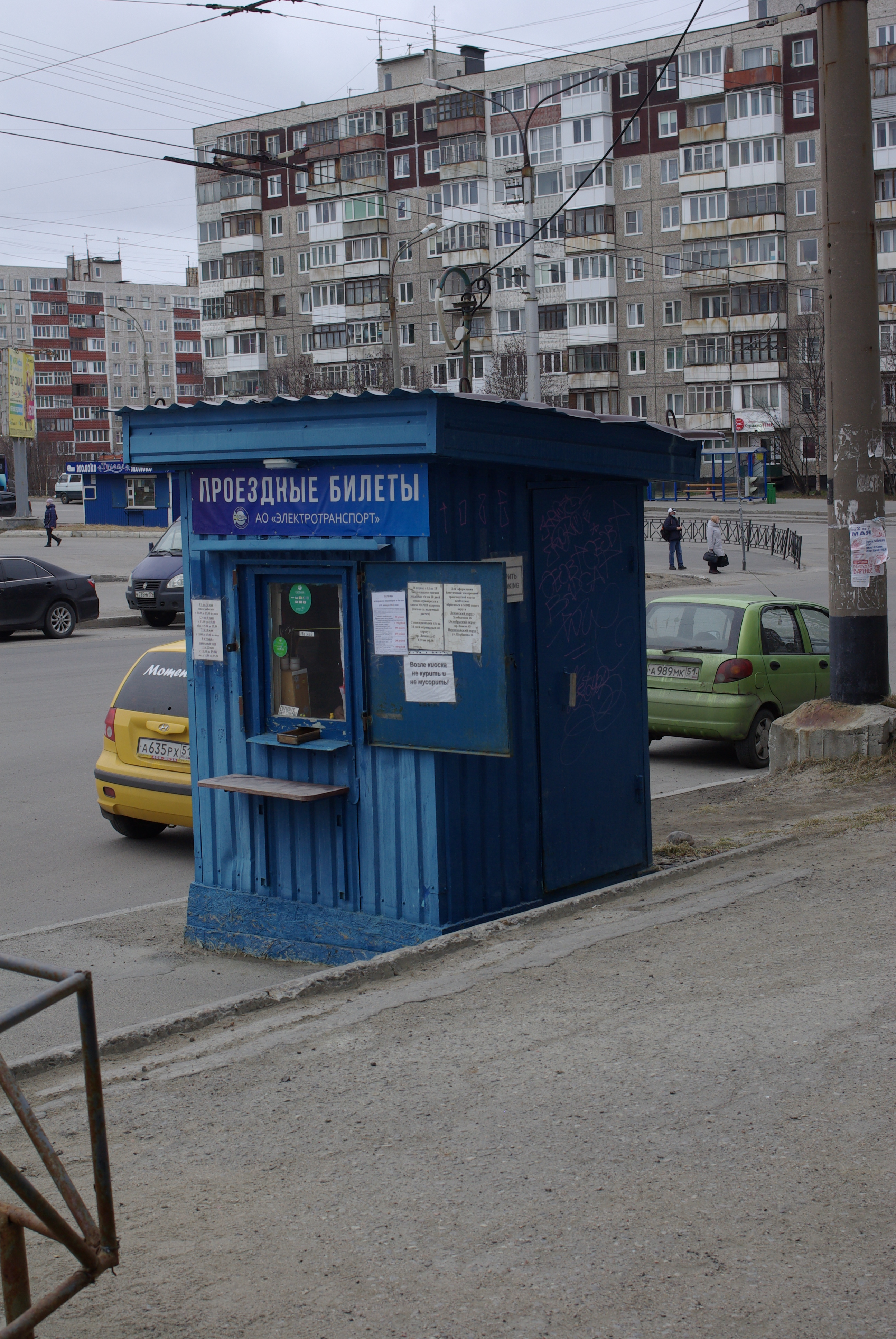
Будка по продаже месячных троллейбусных проездных билетов (2022)

В сентябре 2011 года предприятие ОАО «Электротранспорт» получило Международную общественную премию транспортной отрасли «Золотая колесница». Компания стала победителем в номинации «Лучшее российское региональное предприятие транспорта общего пользования»..
Накануне 50-летия ОАО «Электротранспорт» (февраль, 2012 год) объявило о запуске нового сайта — troll51.ru. На основе карт OpenStreetMap пользователь может посмотреть текущее местоположение троллейбусов и автобусов «Электротранспорта» того или иного маршрута. Данные передаются в режиме реального времени с погрешностью около 500 метров.
15 мая 2014 года открыт автобусный подвозочный маршрут 6Т следующий от ул. Кап. Орликовой до больницы ОМСЧ «Севрыба» и обратно.

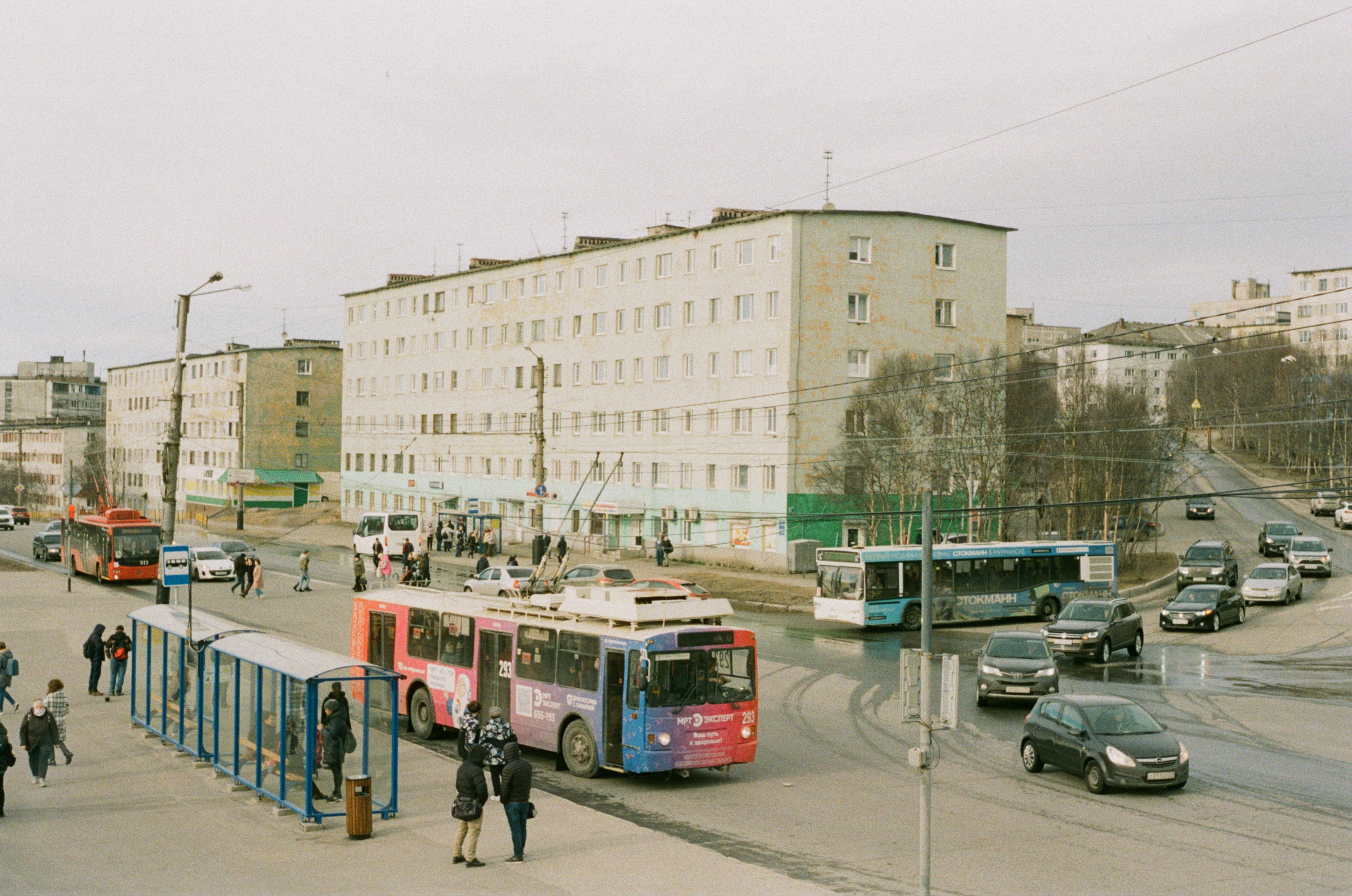
Мурманский троллейбус на проспекте Героев-Североморцев (2022)

## Маршрутная сеть
В настоящее время действуют 4 троллейбусных маршрута и 4 довозочных автобусных маршрута. В прошлом действовали ещё 3 маршрута, ныне закрытые.

### Действующие маршруты
| №  | Маршрут | Примечание                                  |
| -- | --- | ------------------------------------------- |
| 3  | ул. Радищева — просп. Ленина — ул. Карла Либкнехта — ул. Челюскинцев — просп. Героев-Североморцев — ул. Гаджиева                  | Открыт 1 декабря 1968 года. Длина 9 км.     |
| 4  | ул. Щербакова — Кольский просп. — просп. Кирова — ул. Шмидта — ул. Челюскинцев — просп. Героев-Североморцев — ул. Адмирала Лобова | Открыт 20 мая 1975 года. Длина 14,5 км.     |
| 6  | ул. Героев Рыбачьего — ул. Капитана Копытова — Кольский просп. — просп. Ленина — ул. Карла Либкнехта                              | Открыт 16 июня 1975 года. Длина 12,8 км.    |
| 10 | ул. Героев Рыбачьего — ул. Капитана Копытова — Кольский просп. — просп. Ленина — ул. Полярные Зори — ул. Карла Маркса             | Открыт 15 декабря 1988 года. Длина 10,6 км. |

### Автобусные маршруты, обслуживаемые АО Электротранспорт
| №  | Маршрут | Примечание                                                                |
| -- | --- | ------------------------------------------------------------------------- |
| 3т | ул. Фролова — ТЦ «О’Кей» (с 1 апреля 2019 года маршрут продлен до Радищева (гипермаркет Лента, через улицу книповича) | Перевозки осуществляются автобусами. Открыт 6 августа 2008. Длина 3 км.   |
| 4т | Улица Саши Ковалёва — Улица Челюскинцев                                                                               | Перевозки осуществляются автобусами. Открыт 6 августа 2008. Длина 3,1 км. |
| 6т | ул. Капитана Орликовой — Кольский просп. — Морская ул. (обратно ул. Пономарёва) — ул. Ломоносова — ОМСЧ «Севрыба»     | Открыт 15 мая 2014 года.                                                  |
| 7т | сан. «Тамара» — проезд Ледокольный — ул. Баумана — ул. Щербакова — пер. Якорный — пр-д Ледокольный                    | Открыт 1 сентября 2015 года                                               |

### Закрытые маршруты
| № | Маршрут | Примечание                                                                                      |
| - | --- | ----------------------------------------------------------------------------------------------- |
| 1 | Автопарк — Кольский просп. — просп. Ленина — ул. Карла Либкнехта                                                             | Закрыт                                                                                          |
| 2 | Автопарк — Кольский просп. — просп. Кирова — ул. Шмидта — ул. Челюскинцев — просп. Героев-Североморцев — ул. Адмирала Лобова | Закрыт. В будние дни в часы пик дублировал 4 маршрут. Открыт 8 ноября 2000 года. Длина 11,3 км. |
| 5 | ул. Героев Рыбачьего — ул. Капитана Копытова — Кольский просп. — просп. Кирова — ул. Шмидта — Ленинградская ул.              | Закрыт                                                                                          |
| 7 | ул. Щербакова — Кольский просп. — просп. Ленина — ул. Карла Либкнехта                                                        | Закрыт. Работал в 1977—1978 годах.                                                              |

## Подвижной состав
По состоянию на 2021 год на линии выходит 106 (2 учебные) машин, в основном модели ЗиУ-682 производства энгельской компании Тролза и прошедшие капитальный ремонт в Иваново, Вологодские ВМЗ-5298.01-50 «Авангард» большая часть из которых взята в лизинг у Сбербанка. В последние годы машины закупались у Вологды.

## Перспективы

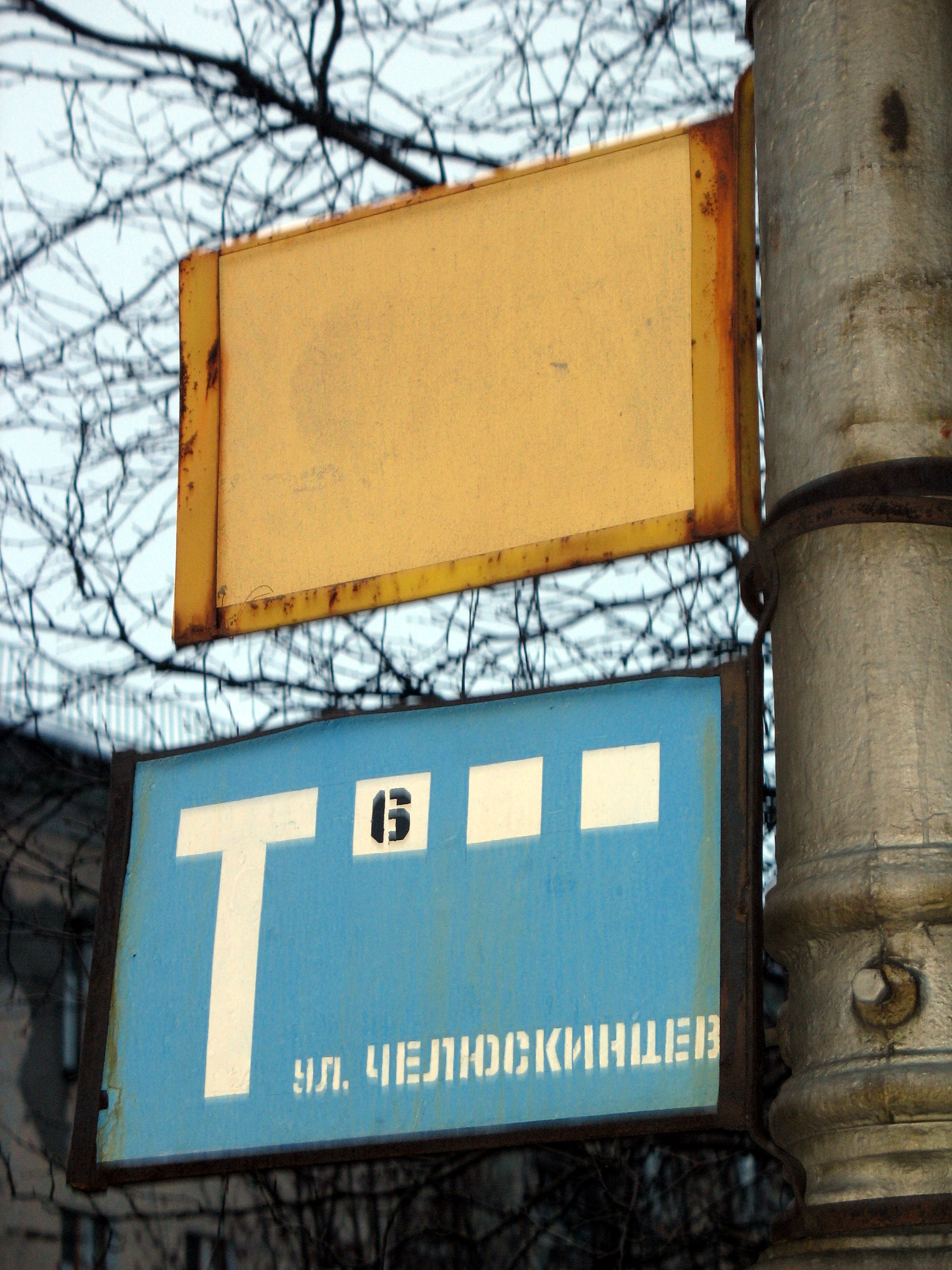
Табличка остановки троллейбуса (до осени 2011 года)

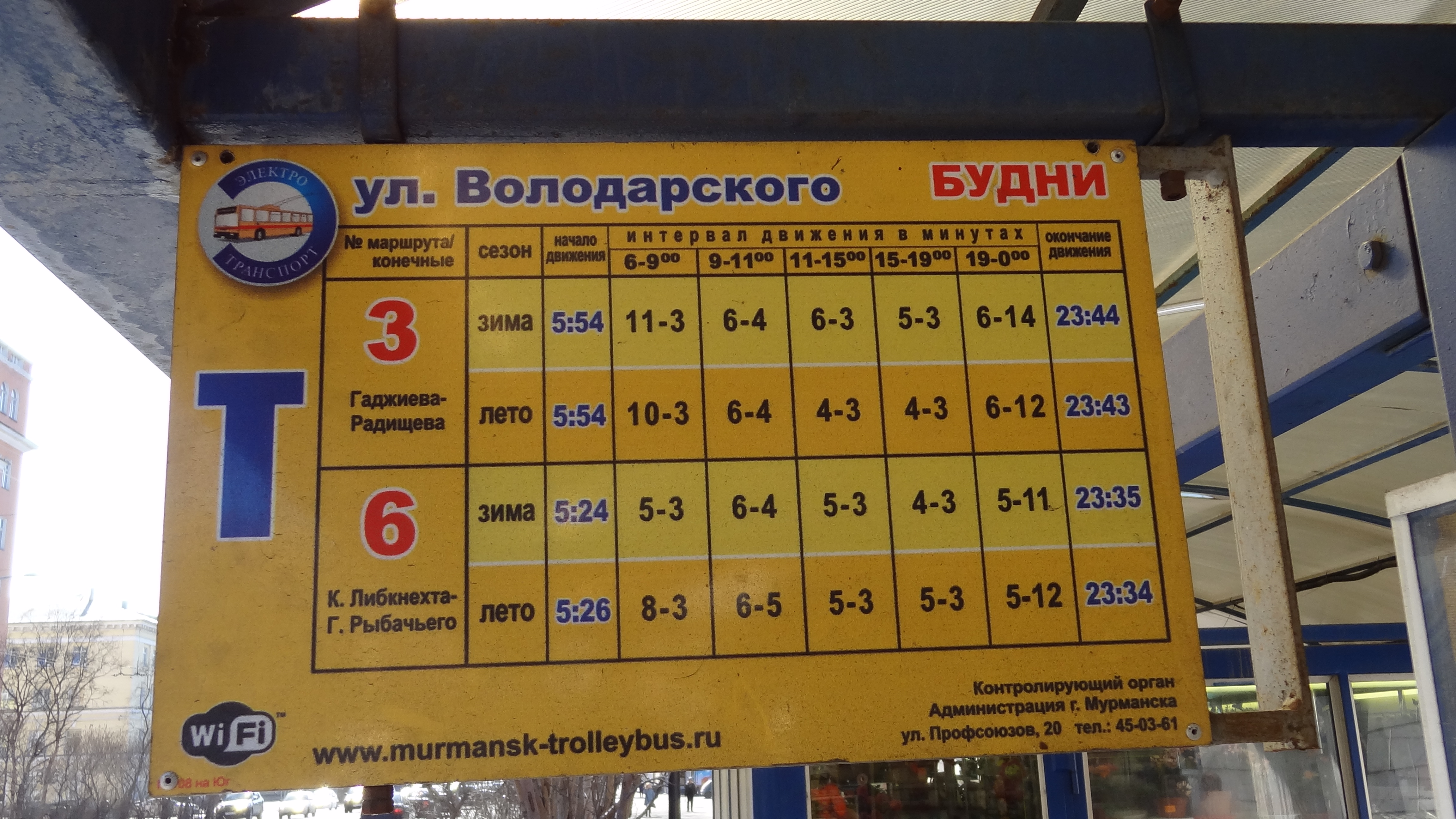
Табличка остановки ОАО «Электротранспорт» нового образца

В 2000-х обсуждалась возможность строительства троллейбусной линии в Росту по улице Адмирала Лобова до площади Нахимова. Однако, для этого требовалась прокладка троллейбусных проводов через железнодорожный переезд, что противоречит правилам эксплуатации железнодорожных переездов. Поэтому в 2008 году было решено продлить троллейбусную линию до переезда, где планировалось построить новое разворотное кольцо. Были начаты первые монтажные работы, но позже они были свёрнуты. Движение на ростинском направлении в августе 2008 года было организовано подвозочным маршрутом 4Т. В октябре 2021 года, в связи с приобретением первого троллейбуса с увеличенным автономным ходом, снова вспомнили об идее продления маршрута №4 в Росту через железнодорожный переезд до конечной остановки "Завод «Севморпуть»", но уже без необходимости строительства контактной сети.
Помимо линии в Росту обсуждалось также проектирование новых линий по улицам Радищева, Карла Маркса, Капитана Маклакова, Скальной, Мира и Старостина, с перспективой продления от улицы Старостина по Верхнеростинскому шоссе до улицы Саши Ковалёва. Однако, строительство линий в Восточный микрорайон (планировалось, что линия пройдёт вверх по улицам Капитана Маклакова, Скальной и Мира, а вниз по улице Старостина) осложнено большим наклоном дороги и требует более мощных троллейбусов.
Также в разное время рассматривались:
- Продление троллейбусного маршрута № 2 от Кольского проспекта до торгового центра «Форум» на улице Кооперативной[19].
- Планирование троллейбусного маршрута от кинотеатра «Мурманск» по Карла Маркса до проспекта Героев-Североморцев[14]
- Планирование троллейбусного маршрута от кинотеатра «Мурманск» по Карла Маркса и Планерной до Радищева, затем по существующим линиям маршрутов № 3 и 6 через Павлова, Кирова на Шмидта и до плавательного бассейна, а затем вновь по Карла Маркса до кинотеатра «Мурманск»[19].
- Проектирование линии из Первомайского округа в северную часть города по улицам Космодемьянской, Ломоносова, через улицы Радищева и Карла Маркса[19].
- Продление троллейбусной ветки от улицы Радищева по улицам Планерной, Карла Маркса, Старостина до Свердлова, а затем на улицу Гаджиева, либо Ивченко[19].